# Ligament interosseux scapho-lunaire
Le ligament interosseux scapho-lunaire est un ligament inter-carpien interosseux.

## Description
Le ligament interosseux scapho-lunaire est un ligament intra-articulaire reliant le scaphoïde et le lunatum.
Il a une forme de C à concavité orientée en bas et possède trois zones :
- une zone dorsale entre le bord postéro-médial du scaphoïde et le bord postéro-latéral du lunatum la plus solide,
- une zone centrale entre le bord supéro-médial du scaphoïde et le bord supéro-latéral du lunatum,
- une zone palmaire entre le bord antéro-médial du scaphoïde et le bord antéro-latéral du lunatum.

## Aspect clinique
Le ligament interosseux scapho-lunaire est impliqué dans l'instabilité scapho-lunaire.
L'instabilité scapho-lunaire dynamique n'est décelable qu'au cours de certains mouvements et se produit lorsque seul ce ligament est touché.
L'instabilité scapho-lunaire statique est permanente et se produit lorsque les autres ligaments scaphoïdiens sont touchés.
Une déchirure de ce ligament peut être d'origine traumatique et entraîne une bascule du scaphoïde, pouvant être douloureuse à la pression sur cet os lorsque le poignet est incliné passivement du côté radial.